# Lescouët-Gouarec
Lescouët-Gouarec (tiếng Breton: Leskoed-Gwareg) là một xã của tỉnh Côtes-d’Armor, thuộc vùng Bretagne, tây bắc Pháp.

## Dân số
Người dân ở Lescouët-Gouarec được gọi là Lescouëtais.